# EIZO
EIZO株式会社（エイゾー、英: EIZO Corporation）は、ディスプレイ装置専業メーカー。EIZOブランドのディスプレイ装置を製造、販売している。本社所在地は石川県白山市下柏野町153。東京証券取引所プライム市場上場。
1990年代のブラウン管全盛期からディスプレイ機器の世界一高い画質と信頼性に定評がある。ビジネスモデルは「Visual Technology Evolution ～EIZOにしかできない映像価値を～」

## 主な事業・製品

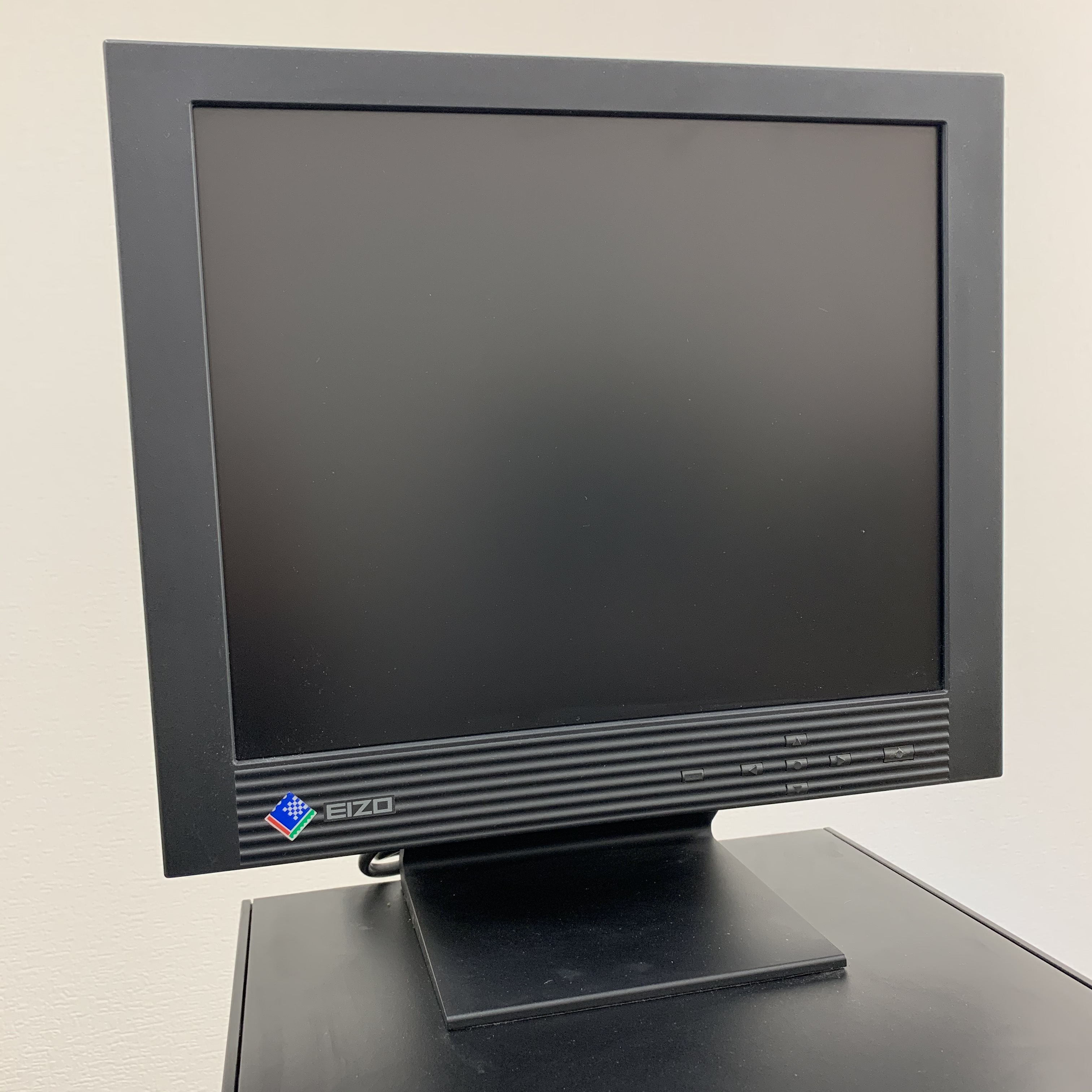
EIZO FlexScan L461 (16.0inch)

### 映像表示システム
- ビジネス用途 - 金融機関、公共機関、文教施設、一般オフィス等での用途向け映像表示システム
- ヘルスケア市場向け - レントゲンやCT等の医用画像や電子カルテを表示する診断用途、検査装置の画面や手術室用モニター等の治療・処置用途向け映像表示システム
- クリエイティブワーク市場向け - 出版・印刷・写真編集等の静止画制作や映画・アニメーション・放送等の映像制作向け映像表示システム
- インダストリー市場向け - 航空管制、船舶、鉄道、監視、FA等の分野向け映像表示システム

### アミューズメント用モニター
- パチンコ・パチスロ遊技機に搭載される液晶モニター

### その他
- アミューズメント用ソフトウェアの委託開発、保守サービス

## 歴史
- 1967年（昭和42年）12月 ‐ 石川県七尾市に七尾電機株式会社設立。
- 1968年（昭和43年）3月 ‐ 石川県羽咋市に[注 1]羽咋電機株式会社を設立。後述する株式会社ナナオの前身となる。
- 1973年（昭和48年）3月 ‐ 七尾電機株式会社の事業の一部を移管し、電子機器の開発、生産、販売を開始。株式会社ナナオに商号変更。
- 1985年（昭和60年）
  - 5月 ‐ 欧州向けに「EIZO」ブランドにてコンピュータ用ディスプレイ装置を販売開始。
  - 9月 ‐ 北米向けに「NANAO」ブランドにてコンピュータ用ディスプレイ装置を販売開始。
- 1990年（平成2年）11月 - 本社を石川県松任市（現・白山市）に移転。
- 1991年（平成3年）7月 ‐ 国内向けに「NANAO」ブランドにてコンピュータ用ディスプレイ装置を販売開始。
- 1993年（平成5年）12月 ‐ ISO9002認証取得。
- 1996年（平成8年）4月 ‐ 「NANAO」ブランドを「EIZO」ブランドへ統合。ブランドを「EIZO」に統一。
- 1997年（平成9年）9月 ‐ ISO9001認証取得。
- 1998年（平成10年）7月 ‐ ISO14001認証取得。
- 2002年（平成14年）3月 ‐ 東京証券取引所市場第二部上場。
- 2003年（平成15年）3月 ‐ 東京証券取引所市場第一部上場。
- 2005年（平成17年）4月 ‐ ISO13485認証取得。
- 2013年（平成25年）4月1日 - EIZO株式会社に商号変更[2]
- 2016年（平成28年）6月6日 - パナソニック ヘルスケア（現・PHC）の手術・内視鏡モニター事業を買収[3]。
- 2018年（平成28年）10月1日 - EIZOメディカルソリューションズ株式会社（イメーション株式会社の医療市場向けシステムインテグレーション事業を譲受）を吸収合併[4]。

## グループ企業

### 日本国内のグループ会社
- EIZOサポートネットワーク株式会社
- カリーナシステム株式会社 - 2018年3月に買収
- アイレムソフトウェアエンジニアリング株式会社
- EIZOエムエス株式会社
- EIZOエンジニアリング株式会社
- EIZOエージェンシー株式会社

### 日本国外のグループ会社
- EIZO GmbH（ドイツ）- 2007年、Siemens AG (ドイツ) の医療市場向けモニター事業を譲受。
- EIZO Technologies GmbH（ドイツ）
- EIZO Rugged Solutions Inc.（アメリカ）- 2007年に買収した、航空管制用グラフィックスボードをてがける旧Tech Source, Inc.を社名変更。
- EIZO Display Technologies (Suzhou) Co., Ltd.（中国）
- EIZO Inc.（アメリカ）
- EIZO Nordic AB（スウェーデン）
- EIZO AG（スイス）- EXCOM.AG (スイス) のEIZO製品販売事業を株式取得により子会社化。
- EIZO Limited（イギリス）
- EIZO Europe GmbH（ドイツ）
- EIZO Austria GmbH（オーストリア）

## その他

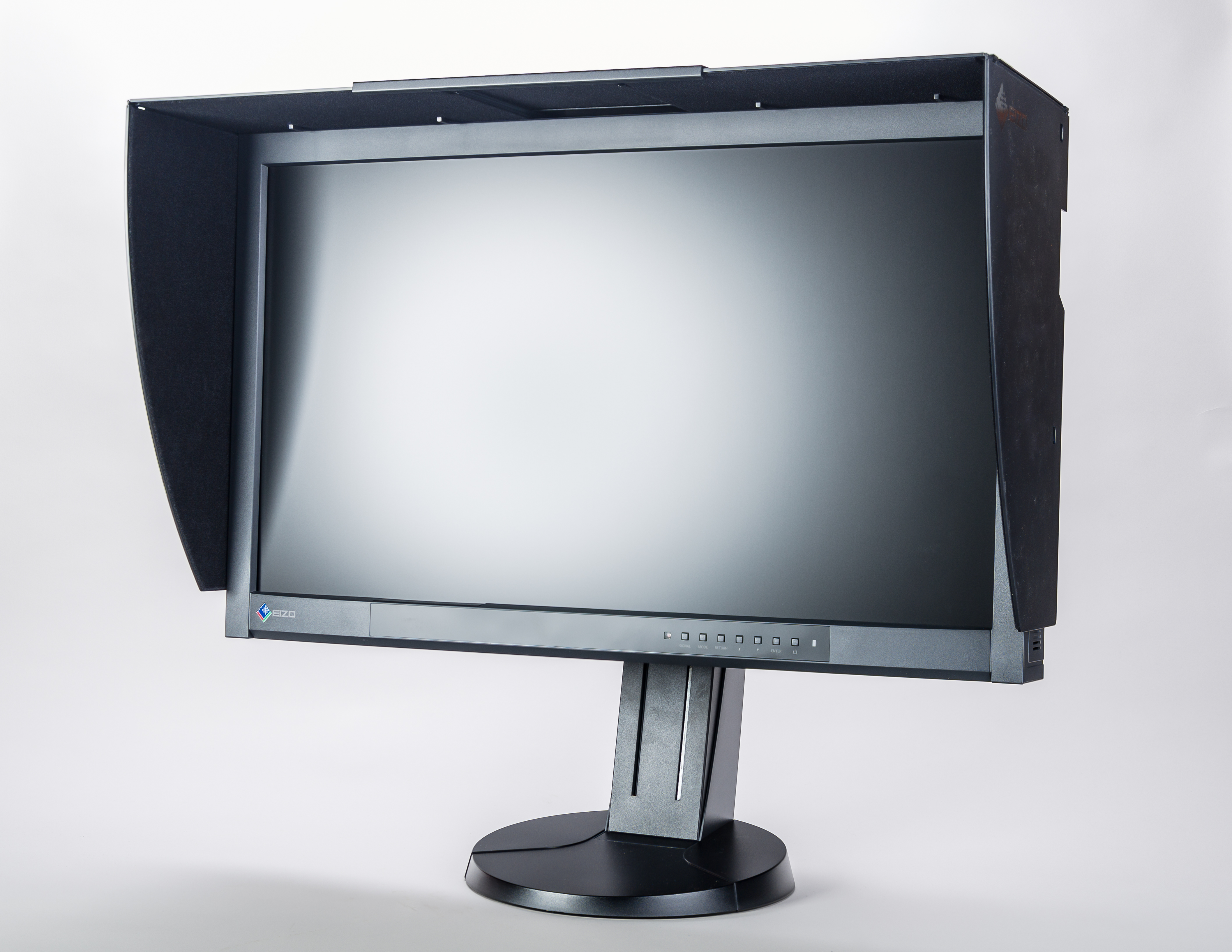
EIZO CG277

- ゲームソフトを手がけるアイレムソフトウェアエンジニアリングは、EIZOの100%出資子会社である。
  - かつてはアイレムも子会社で、アーケードゲーム「R-TYPE LEO」は、旧ナナオが開発し、アイレムによって販売された。
- 「アウトラン」までのセガの体感ゲームには旧ナナオ製のモニターが使われており、経年劣化が発生し難かった[要出典]。
- アミューズメント向けの液晶ディスプレイはパチンコ台を製造している三洋物産へ納入している[5]。

## 受賞
アカデミー科学技術賞
- 米アカデミー科学技術賞は2021年2月、カラーマネージメントモニター「ColorEdge CGシリーズ」に内蔵された自動キャリブレーション技術の開発者4名（上野幸一、米光潤郎、作田淳治、中島賢人）に、技術貢献賞 (Technical Achievement Award) を授与すると発表した[6]。ほかに搭載された、画面表示の均一化を図るデジタルユニフォミティ補正回路や、他のソフトウェアとの連携を容易にするSDKの提供が評価された[7][8][9]。

HPAアワード
- 2020年10月8日、米国のHPA (Hollywood Professional Association) 主催の「HPAアワード 2020」（HPA Awards 2020）において、4K HDRリファレンスモニター「ColorEdge PROMINENCE CG3146」が、優秀技術賞 (Engineering Excellence Award) を受賞した[10][9]。

EISAアワード
- 2017年8月15日、カラーマネージメントモニター「ColorEdge CG2730」が、欧州のEISA (European Imaging and Sound Association) 主催のカメラ賞「EISAアワード 2017–2018」（EISA）にて、「PHOTO DISPLAY 2017–2018」賞を液晶モニターとして世界で初めて受賞した[11][12]。
- 2020年8月15日、「EISAアワード 2020–2021」のPHOTOGRAPHY部門で、「ColorEdge CS2740」が液晶モニターとして2度目の受賞を果たした[13][14]。